# De Freules
De Freules is een Nederlandse televisieserie van de VPRO die in 1990 en 1991 voor het eerst werd uitgezonden door Villa Achterwerk.

## De Freules
Twee zusters, Adèle en Thérèse, wonen samen met hun huisknecht Henri in een oud vervallen landhuis waar de tijd stil lijkt te staan. De freules zijn weliswaar dames van stand, maar zo arm als kerkratten. Ze leven op witte bonen in tomatensaus en sla uit eigen tuin. Op een dag wordt hun rustige bestaan verstoord door de komst van een notaris. Hij vertelt dat hun broer Wim, het zwarte schaap van de familie, is overleden. Hij geeft de freules een geluidsband waarop de overledene zijn zusters toespreekt.
Een miljoen kunnen de freules verdienen, als het hun lukt zijn verwaarloosde zoontje Arie-Frits zó op te voeden dat hij slaagt voor het examen 'Goede Manieren'. Daarna moet hij naar een chique kostschool, zoals het een ware jonker betaamt. Arie-Frits komt bij de freules in huis en samen met huisknecht Henri beginnen ze aan een moeilijke taak: de jongen manieren leren. Henri neemt de theorie van de opvoeding ter hand, de freules zorgen voor de praktijk. Maar Henri, die in het geheim verliefd is op Thérèse, ziet de freules het geld liever niet krijgen. Het past een huisknecht niet de hoofdrol op te eisen, maar dit ventje moet koste wat kost verdwijnen.

## Succes
Er kwam een cd uit en de serie is regelmatig herhaald. De serie werd bekroond op het Cinekid Festival met de Kinderkastprijs.

## Medewerkers
Thérèse en Adèle zijn bedacht door Ellen Verhaar en Ineke Houtman. Sjoerd Kuyper schreef het scenario en Ineke Houtman verzorgde de regie.

## Acteurs
- Henri - René Groothof
- Thérèse - Carolien van den Berg
- Adèle - Karen van Holst Pellekaan
- Arie-Frits - Ewoud Poerink
- Willig - Arend Jan Heerma van Voss
- Hartman - Rob van Houten
- voorzitster - Annet Malherbe
- stewardess - Ada Bouwman
- douanebeambte - Walter Crommelin

## Locaties
Voor de serie werden opnamen gemaakt bij landhuis Teylingerbosch te Vogelenzang (exterieurs landhuis), Oud-Amelisweerd te Bunnik (interieurs landhuis) en Radio Kootwijk (examenlocatie).